# Melanocetus murrayi
Melanocetus murrayi is een straalvinnige vissensoort uit de familie van de hengelaarvissen (Melanocetidae). De wetenschappelijke naam van de soort is voor het eerst geldig gepubliceerd in 1887 door Günther.